# Listen (álbum de A Flock of Seagulls)
Listen foi o segundo álbum lançado pela banda britânica de new wave A Flock of Seagulls, sendo lançado em 1983. O grupo se juntara ao produtor musical Mike Howlett novamente, exceto no lançamento do single "(It's Not Me) Talking", que foi produzido por Bill Nelson. O álbum inclui o hit "Wishing (If I Had a Photograph of You)", que atingiu o Top 10 no Reino Unido. O rosto que aparece na capa do disco é do baterista da banda, Ali Score.

## Lista de faixas
| N.º | Título                                   | Duração |  |
| 1.  | "Wishing (If I Had a Photograph of You)" | 5:31    |  |
| 2.  | "Nightmares"                             | 4:37    |  |
| 3.  | "Transfer Affection"                     | 5:21    |  |
| 4.  | "What Am I Supposed To Do"               | 4:13    |  |
| 5.  | "Electrics"                              | 3:33    |  |
| 6.  | "The Traveller"                          | 3:26    |  |
| 7.  | "2:30"                                   | 0:59    |  |
| 8.  | "Over the Border"                        | 5:04    |  |
| 9.  | "The Fall"                               | 4:30    |  |
| 10. | "(It's Not Me) Talking"                  | 5:00    |  |

Nota: Esta é a lista de faixas do LP original. A versão em vídeo cassete e a versão em CD de 1992 têm essas faixas em uma ordem ligeiramente diferente, com as pistas adicionais "Rosenmontag", "Quicksand", e "The Last Flight of Yuri Gagarin". A versão em CD de 2004 tem as dez faixas na ordem listada acima, seguidas pelas pistas adicionais "Committed (versão estendida)", "Quicksand", e uma gravação ao vivo do hit "I Ran (So Far Away)". "(It's Not Me) Talking" foi lançado em 1981, dois anos antes de "Listen". A versão da música que aparece no álbum é uma regravação de 1983

## Créditos

### A Flock of Seagulls
- Mike Score  – vocal, teclado, guitarra base adicional
- Paul Reynolds  – guitarra solo e base, vocal de apoio
- Frank Maudsley  – baixo, vocal de apoio
- Ali Score  – bateria, percussão

### Produção
- Produzido por Mike Howlett, Bill Nelson
- Gravação e Engenharia: Dave Hutchins

## Crítica
| Crítica (1983)           | Melhor posição |
| ------------------------ | -------------- |
| Canada Albums Chart      | 12             |
| German Albums Chart      | 14             |
| New Zealand Albums Chart | 5              |
| Swedish Albums Chart     | 44             |
| UK Albums Chart          | 16             |
| U.S. Billboard Hot 100   | 16             |